# Georgia Jones
Pour les articles homonymes, voir GJ.
Alison Thompson, dite Georgia Jones (parfois abrégé GJ), est une actrice pornographique américaine, née le 4 avril 1988 à Fort Smith dans l'Arkansas. Spécialisée dans la pornographie lesbienne depuis le début de sa carrière en 2006, elle tourne des scènes hétérosexuelles seulement à partir de 2019.

## Biographie

### Jeunesse
Alison Michelle Thompson naît et grandit dans l’État de l’Arkansas qu’elle définit comme très ennuyeux, sordide et où il n’y a rien à faire. Durant sa scolarité, elle est aussi pom-pom girl. Elle étudie dans un lycée public avant de finalement être à nouveau scolarisée à domicile. En grandissant, Georgia Jones, influencée par sa mère photographe, nourrissait un rêve de devenir la plus belle femme du monde. Cependant, sa mère l'a orientée vers la photographie, soulignant l'importance du contrôle et du pouvoir dans ce domaine. À 12 ans, Georgia prend son premier cours de photographie, découvrant sa passion pour capter des images. Cette expérience a transformé son obsession de la beauté en une vocation. Ses débuts en tant que photographe et les collaborations avec sa mère ont renforcé son amour pour cet art. C’est également à cet âge qu’elle déclare commencer à consommer du porno de façon régulière, notamment via le site de charme de Kate Ground.
Elle déménage à Tulsa dans l’Oklahoma en 2006 à l’âge de 18 ans,.

## Carrière

### Premiers pas dans le porno
Durant l’année 2006, étant passionnée de danse, elle travaille comme strip-teaseuse dans un club de strip-tease. Dans un podcast animé par Holly Randall, elle explique avoir adoré travailler dans un club, si bien qu'elle va jusqu’à changer de club quand le manager de son premier club veut l'obliger à ne pas travailler, car elle vient de faire deux semaines de travail sans congés.
Un soir, alors en service, Jones remarque une fille qui entre dans le club avec un groupe d’amis. Au bout d’un moment, la fille en question souhaite quitter le club, car elle veut aller dans un autre club où le bus de la franchise Girls Gone Wild fait escale. Les amis de la fille ne souhaitent pas l’accompagner, alors Georgia lui propose de venir avec elle. Georgia avoue plus tard avoir été davantage intéressée à passer du temps avec la jeune fille qu’elle trouvait mignonne que par la présence de Girls Gone Wild,.
Une fois arrivées dans l’autre club, les deux filles sont invitées à monter dans le bus de Girls Gone Wild. Une fois dans le bus, on leur propose de leur offrir un chapeau en échange de montrer leurs seins. Georgia refuse cette offre en négociant pour montrer ses seins pour 50 $, ce que Girls Gone Wild accepte. Une proposition à 100 $ est négociée en plus pour un cliché de son sexe.
Georgia Jones accepte les propositions, mais la fille avec qui elle est venue refuse, laissant Georgia seule. C’est alors qu’on propose à Georgia de tourner sa toute première scène pornographique pour 600 $. Il s’agit d’une scène en solo où elle se masturbe à l’arrière du bus,.
Cette première scène en solo déclenche une série d’événements qui la conduisent à la Vallée de San Fernando aussi appelé « Porn Valley ».
Environ deux semaines plus tard, Girls Gone Wild la contacte pour lui proposer de rejoindre Joe Francis à Cabo San Lucas au Mexique pour tourner une publicité, proposition qu’elle refuse. À la place, ils lui proposent d’être hôtesse de stand au Consumer Electronics Show 2007 à Las Vegas, pour le compte d’une entreprise d’électronique qui accorde une licence pour Girls Gone Wild, pour vendre une gamme d’appareils photo. Elle passe donc une semaine à Las Vegas au CES qui se déroule au même moment que l’AVN Adult Entertainement Expo.
Pour son dernier jour, après le travail, elle part se promener à l’hôtel-casino The Venitian où elle rencontre, dit-elle : « Un homme plus âgé avec une queue-de-cheval grise portant des Ray Ban et des mocassins » qui s’approche d’elle et qui lui demande si cela lui plairait d’être en couverture du magazine Penthouse. En plus de ne pas savoir à qui elle a à faire, elle ne prend pas au sérieux sa proposition, pensant que c’était une blague. Elle prend néanmoins sa carte de visite et retourne faire ses valises.
Lors d’une escale à Denver sur le chemin du retour vers Tulsa, elle apprend que les vols sont annulés à cause d’un blizzard qui frappe Denver. N’ayant pas encore touché son chèque pour son travail à l’exposition et n’ayant pas d’économies en poche, elle retombe sur la carte de visite de l’homme à la queue-de-cheval et décide d’appeler le numéro écrit sur la carte. L’homme lui demande de revenir à Las Vegas. L’homme vient la chercher à l'aéroport accompagné de deux autres modèles et ils font route vers Los Angeles. Georgia dit que cet homme a été, de fait, son premier agent. Elle reste avec eux pendant une semaine, ce qui lui permet de rencontrer des réalisateurs et des photographes,.
Une fois le blizzard terminé, elle rentre chez elle à Tulsa. Une semaine plus tard, elle emballe ses affaires et déménage à Los Angeles.

#### Les débuts
Elle passe presque sa première année à travailler uniquement en solo.
Malgré le fait que le solo a le vent en poupe à cette époque, Jones commence à tourner du porno lesbien pour, dit-elle, équilibrer ses activités.
Sa première scène lesbienne est programmée avec Jana Jordan (qui était alors sa petite amie), mais à la suite d'un imprévu, c'est finalement avec Renee Perez, une contractuelle du producteur Michael Ninn. Après cela, elle devient une figure importante de la pornographie lesbienne pour les années à venir,.

##### Confirmation

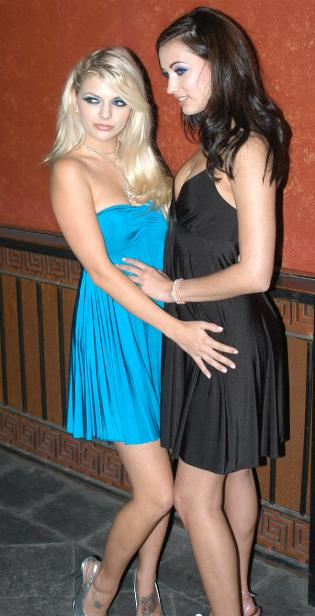
Jana Jordan et Georgia Jones au XRCO Awards 2007

Georgia fait la couverture du magazine spécialisé Hustler du mois d'août 2007 et du mois d’octobre 2016,.
Georgia Jones est nommée jGrrl du mois d’avril 2008 pour le site Juliland.com, et Twistys Treat Of The Month du mois de juin 2008 pour le site Twistys.com,.
Elle reçoit sa toute première nomination aux AVN Awards 2009 dans la catégorie : Best Girl/Girl Sex Scene avec Jana Jordan.
En 2010, elle fait partie du top 12 des meilleures actrices pornographiques selon le magazine anglais Maximal.
Elle est élue penthouse pet du mois d’aout 2011 par le magazine Penthouse.

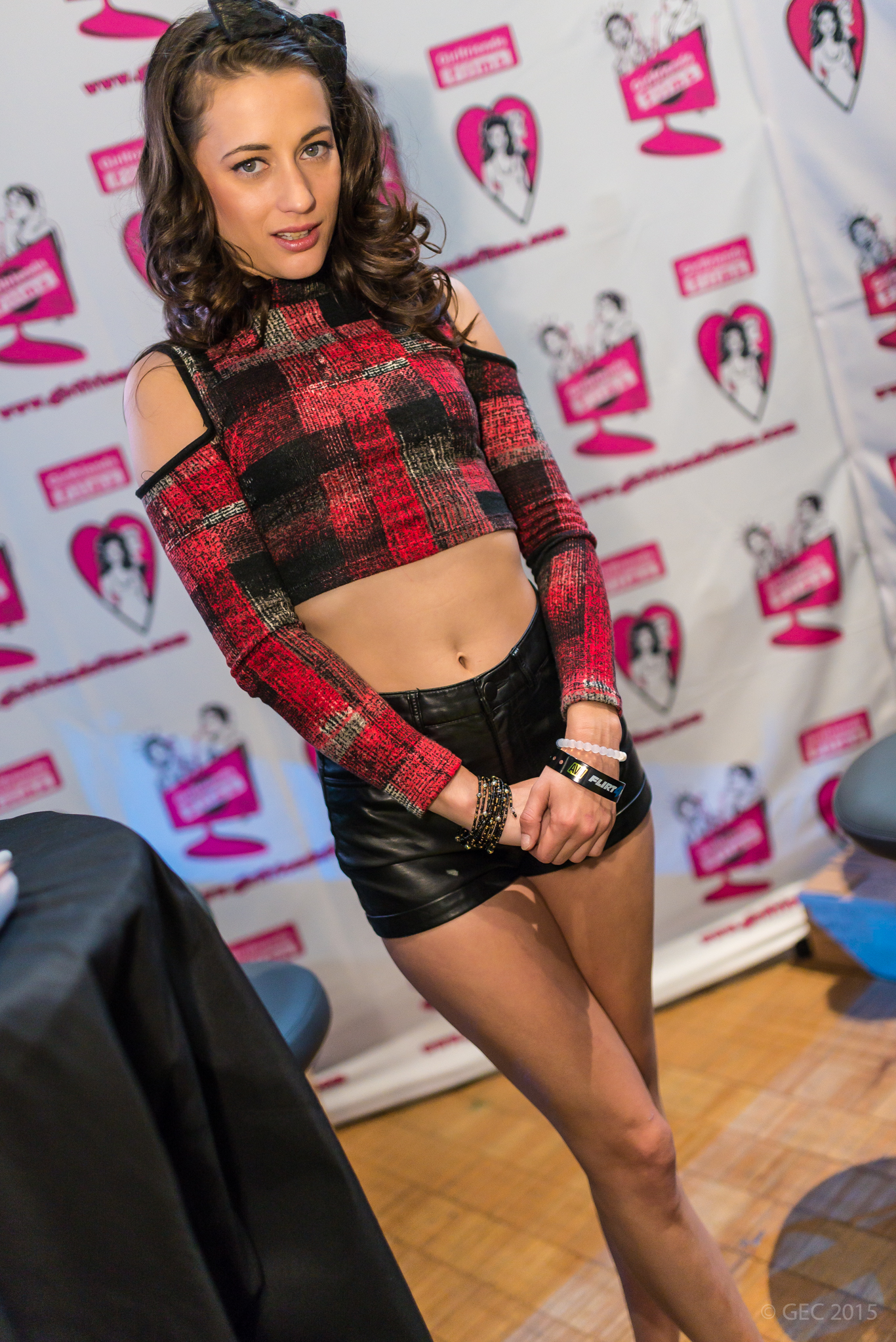
Georgia Jones lors de l'AVN Expo en 2015.

En avril 2015, le site internet pornographique HotMovies.com organise son HotMovies Porn Star Tournament, un « tournoi » qui consiste à élire le modèle préféré des internautes du site avec, comme récompense, un gain pour la lauréate. Georgia Jones remporte ce tournoi avec le titre symbolique de MVP (« Most Valuable Pussy »). À la suite de sa victoire au HotMovies Porn Star Tournament, elle utilise ses gains pour faire un don de 550 $ à une association pour sans-abris de Los Angeles, un don de 500 $ à Fortytonone Project et un don 500 $ à l’organisme de bienfaisance RAINN.
En 2016, de par sa spécialité, elle commence à travailler pour le studio Girlsway où elle apparaît pour la première fois dans The Senator’s Speech aux côtés de Bianca Breeze et Abby Cross,. Pour les 10 ans de sa carrière, toujours pour Girlsway, elle réalise sa première scène incluant une sodomie avec une fille à l’occasion de la scène Making The List : The Georgia’s First Anal Scene. Par la suite, on peut l’apercevoir dans plusieurs séries Girlsway écrites par Bree Mills comme A Dirty Cinderella Story, Vampires, Fantasy Factory. Toujours en 2016, le studio girlfriendfilms lui dédie un film en sortant The Georgia Jones Expérience.
Pour son travail, elle est élue Girl Of The Month (GOTM) pour le site Girlsway en juillet 2017. En qualité de Girl Of The Month en titre, les interprètes primées ont pour coutume de choisir deux autres interprètes afin de tourner Dream Pairings (littéralement « couple de rêves »), un film scénarisé qui contient deux scènes en une supervisées par l’un des réalisateurs principaux de Girlsway, Stills By Allan. Pour cette occasion, Jones choisit de s’associer à Riley Reid (Interprète féminine de l’année en 2016) et Charlotte Stokely, future Interprète lesbienne de l’année et légende de la pornographie lesbienne dans Dream Pairings : The Stalker. Toujours en 2017, elle découvre avoir la capacité d’avoir des éjaculations féminines lors du tournage du projet Girlsway intitulé : Squirting Stories - Cheater Always Squirt. Projet qu’elle déclare être son préféré par ailleurs. Il est à noter qu'au mois de septembre suivant, Georgia Jones est choisie, avec Kristen Scott, pour être au casting du Dream Pairings d’April O’Neil. La même année, le même site organise pour la première fois des remises de récompenses décernées par les fans (Fan Awards), et ces derniers l'élisent en qualité de Devoted Model Of The Year (Modèle le plus dévoué de l’année).
Pour la première fois de sa carrière, Georgia Jones fait partie des interprètes nommées pour le prix AVN de l’interprète lesbienne de l’année à l’occasion des AVN Awards 2018. Elle est également nommée pour ce même prix l’année suivante à l’occasion des AVN Awards 2019 et des XBIZ Awards 2019,.
En 2019, elle est au casting de Private Shool, 6e épisode de Girlcore, une série hommage aux années 1980 crée par Bree Mills avec notamment Emily Willis, Angela White et Aidra Fox,. Le film reçoit deux nominations et une récompense lors de la 37e cérémonie des AVN Awards.
Depuis la fin de l’été 2019, après plus de 13 ans de spécialisation dans la pornographie lesbienne, elle commence à tourner des scènes hétérosexuelles. Pour l’occasion, elle tourne cette première scène avec Mick Blue pour vixen.com, le site de porno haut de gamme du réalisateur Greg Lansky. Concernant cette décision, elle déclare : « J'aime travailler avec les filles. Cela aura toujours une place spéciale dans mon cœur, et je continuerai à le faire, mais j'ai toujours voulu avoir de meilleurs rôles dans les films. Et les meilleurs rôles sont toujours donnés aux filles dans les films hétérosexuels. Je pense maintenant être capable de faire les deux et c’est quelque chose qui va vraiment me rendre heureuse. »
En 2020, Georgia Jones est de nouveau nommée pour l’AVN Award de l’interprète lesbienne de l’année. À cette occasion, et pour rendre hommage aux interprètes nommées de cette catégorie, le studio Elegant Angel sort Lesbian Performers Of The Year 2020. Le film réunit une partie des nommées : Jayden Cole, Serene Siren, Scarlette Sage, Serena Blair, Darcie Dolce, Milana Ricci, Charlotte Stokely, lauréate de l’édition 2020 et Georgia Jones.
Avec plus de 14 ans de carrière, elle est considérée comme une vétérane du porno et une légende de la pornographie lesbienne,. Elle a été en couverture de plus de 30 magazines et a participé à certains projets mainstream, notamment dans une pub pour Fiat. 
Bien qu’elle n’ait fait aucune annonce officielle, il semblerait qu’elle se soit retirée de l’industrie pour adulte en 2021, comme en témoigne son absence sur les plateaux de tournage et ses réseaux sociaux, ainsi que la clôture de ses plateformes privées Onlyfans et ManyVids [réf. nécessaire]. Néanmoins, elle comptabilise encore en 2022 plus de 290 000 abonnés sur le réseau social Twitter[source insuffisante] et plus de 37 000 abonnés et plus de 48 millions de vues cumulées de ses vidéos sur le site internet pornographique Pornhub.

### Style
Influencée par des interprètes comme Jesse Jane, Julia Ann ou encore Dana Vespoli, elle est qualifiée de « beauté innocente », son corps athlétique entièrement naturel, ses grands yeux expressifs et son sourire de « Mona Lisa » lui ont permis d’établir un contact visuel à la fois franc et coquet. C’est avec ce look qu'elle séduit les fans depuis le début. Georgia Jones s'est affirmée comme une actrice emblématique dans l'industrie du divertissement pour adultes, alliant performances captivantes et authenticité. Louée pour son charisme et son engagement, elle a reçu des distinctions telles que le titre de Girl of the Month chez Girlsway, prouvant ainsi son impact et sa popularité croissante. Elle est également acclamée pour sa capacité à captiver le public, se démarquant dans l'industrie par sa polyvalence et son approche authentique de la sexualité. Des réalisateurs, comme Bree Mills, ont salué son alchimie sur scène et son engagement à créer des performances mémorables. Jones a exprimé son enthousiasme à explorer de nouveaux genres, comme en témoigne sa première scène hétérosexuelle avec Mick Blue, considérée comme un tournant dans sa carrière. Son évolution artistique lui a permis de redéfinir les normes et d'inspirer d'autres interprètes,,.
Jones défend la positivité corporelle et a choisis de ne pas subir de chirurgie esthétique et mettant l'accent sur l'importance de s'accepter tel que l'on est. Ses performances sont caractérisées par un véritable enthousiasme, ce qui rend son travail plus accessible et agréable pour son public. Elle se distingue par son authenticité et sa passion pour son métier, ce qui lui a permis de bâtir une forte connexion avec ses fans, notamment des femmes qui s'identifient à son message d'autonomisation. Elle insiste sur l'importance de l'authenticité et de la positivité corporelle, se distinguant par sa capacité à se connecter profondément avec ses fans grâce à son énergie et son plaisir à performer,,.

## Vie privée

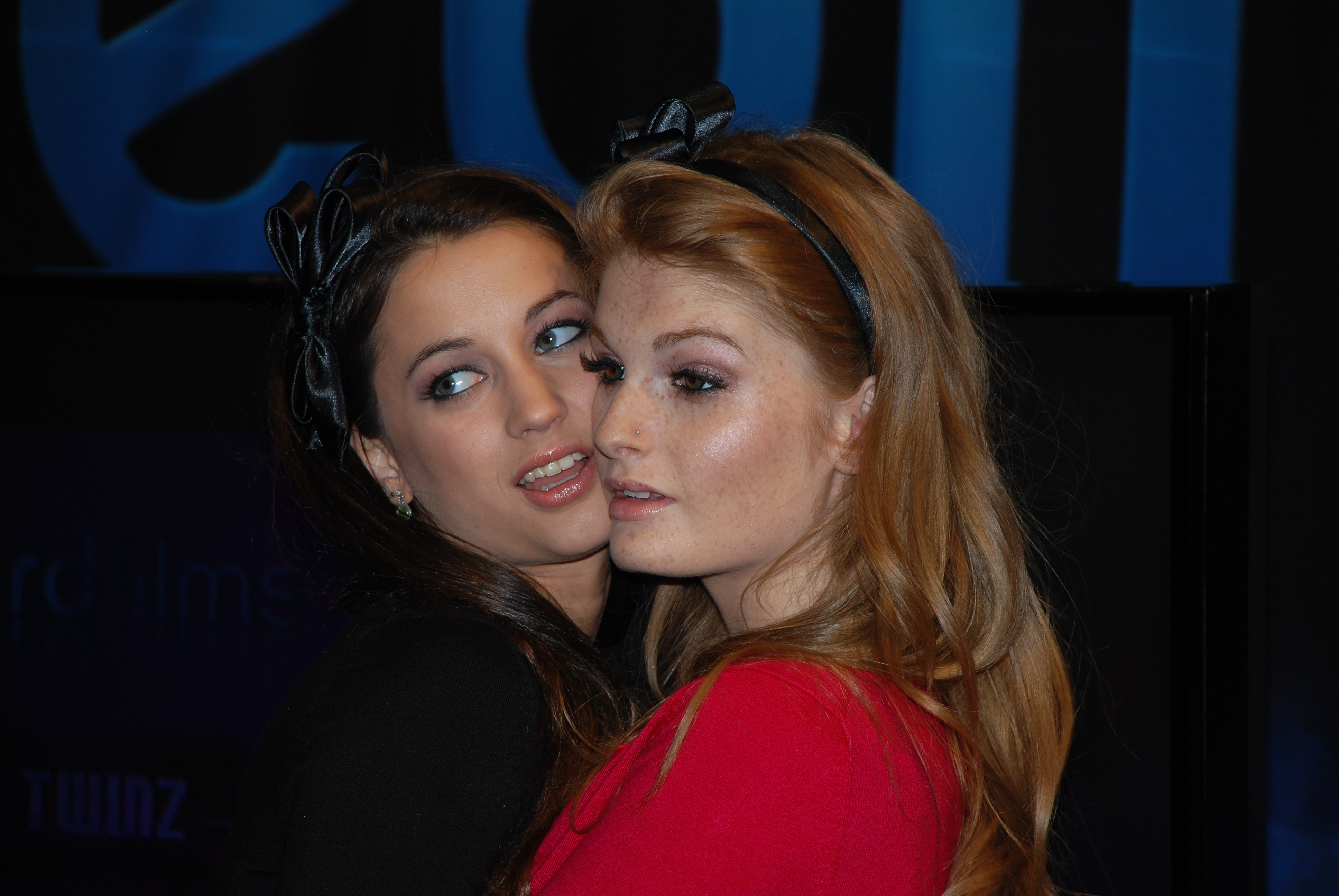
Georgia Jones et Faye Reagan au salon Erotica de Los Angeles en 2009, à l'époque où les deux actrices étaient en couple.

Elle a été en couple avec l'actrice porno Jana Jordan en 2006, avec l’actrice porno Faye Reagan de 2007 à 2010 et avec l’acteur Charlie Sheen de 2012 à 2013.

## Nominations

### AVN Awards
- 2009 : Best All-Girl Couples Sex Scene
- 2010 : Best All-Girl Group Sex Scene
- 2011 : Best Gonzo Release
- 2011 : Best All-Girl Three-Way Sex Scene’'
- 2018 : AVN Award de l’interprète lesbienne de l’année (All-girl performer of the year)
- 2019 : AVN Award de l’interprète lesbienne de l’année (All-girl performer of the year)
- 2020 : AVN Award de l’interprète lesbienne de l’année (All-girl performer of the year)[34]

### XBIZ Awards
- 2020 : Interprète lesbienne de l’année (All-girl performer of the year)[35]
- 2021 : Interprète lesbienne de l’année (All-girl performer of the year)[36]

## Filmographie partielle
Le titre du film est suivi du nom de ses partenaires lors des scènes pornographiques.
- 2007 : House of Perez
- 2008 : We Live Together.com 6 avec Nikki LaMotta, Sammie Rhodes et Sandra Larosa
- 2008 : Girls Hunting Girls 17
- 2008 : Women Seeking Women 49 avec Faye Reagan
- 2009 : Women Seeking Women 51 avec Prinzzess
- 2009 : Molly's Life 2 avec Molly Cavalli
- 2010 : Women Seeking Women 68 avec Lena Nicole
- 2010 : We Live Together.com 14 avec Lela Star et Sammie Rhodes
- 2010 : Lesbian Legal 7
- 2010 : Mother-Daughter Exchange Club 11 avec Erica Lauren
- 2011 : We Live Together.com 17 avec Bree Daniels et Sammie Rhodes
- 2011 : Girl Games 2
- 2012 : We Live Together.com 21 avec Brooklyn Lee et Celeste Star
- 2012 : Me and My Girlfriend 1 avec Faye Reagan
- 2012 : Me and My Girlfriend 2 avec Bree Daniels et Dani Daniels
- 2012 : I Kiss Girls 1
- 2012 : Lesbian Riding School
- 2012 : Cheer Squad Sleepovers 2 avec Syren De Mer
- 2012 : Dani avec Dani Daniels
- 2013 : Georgia Jones: Charlie's Girl
- 2013 : We Live Together.com 25 avec Rilee Marks et Sammie Rhodes
- 2013 : We Live Together.com 26 avec Sammie Rhodes
- 2013 : We Live Together.com 27 avec Dani Daniels et Emma Mae
- 2013 : We Live Together.com 30 avec Andy San Dimas et Sammie Rhodes
- 2014 : Me and My Girlfriend 7 avec Dani Daniels
- 2014 : Women Seeking Women 109 avec Ana Foxxx
- 2015 : Women Seeking Women 113 avec Prinzzess
- 2015 : Lesbian Adventures: Strap-On Specialists 09 avec Chastity Lynn
- 2015 : Extra Oil Please avec Adriana Sephora
- 2015 : The Senator’s Speech avec Bianca Breeze et Abby Cross
- 2016 : Lesbian Love Stories 8: Partner Exchange avec Jessie Andrews
- 2016 : Pain In The Ass avec Adriana Sephora
- 2016 : Wrong Number avec Bianca Breeze
- 2017 : The chiropractor avec Angela White et Mia Malkova
- 2017 : Lesbian Anal avec Cassidy Klein
- 2017 : Lesbian Sex 17 avec Natasha Nice
- 2017 : Private cleaning avec Allie Haze
- 2017 : The stalker avec Charlotte Stokely et Riley Reid
- 2017 : Who’s the boss avec Sinn Sage
- 2017 : SPA confession avec Natalia Starr
- 2017 : The closet organizer avec Natalia Starr
- 2017 : Squirting stories Volume two : Cheaters always squirt avec Karla Kush
- 2017 : Penchant for pricey panties avec Maddy O’Reilly
- 2017 : Making the list : Georgia first anal scene avec Samantha Rone
- 2017 : A dirty Cinderella story avec A.J Applegate, Katrina Jade et Jelena Jensen
- 2017 : Dream pairings : Mrs & Mrs Smith avec Kristen Scott et April O'Neil
- 2017 : Vampires avec Carter Cruise, Abigail Mac, Jelena Jensen et Melissa Moore
- 2018 : Hot Yoga surprise avec April O'Neil
- 2018 : Caught watching porn avec Nickey Huntsman
- 2018 : That dress avec Charlotte Stokely
- 2018 : Showcases : Chloe Cherry avec Chloe Cherry et Jenna Sativa
- 2018 : Public indecency avec Milana Ricci
- 2018 : 12 hours avec April O’Neil et Jenna Sativa
- 2018 : Hold the phone : Dirty talk avec Anastasia Knight et Natasha Nice
- 2018 : Anal Beauties avec Emily Willis
- 2018 : Moving Day (II) avec Natalia Starr
- 2018 : Fantasy Factory : Wastlands avec Abigail Mac, Kenna James, Alexis Fawx, Cherie DeVille et April O’Neil
- 2019 : Bring your daughter to work day avec Brett Rossi et Jasmine Jae
- 2019 : Dirty detention avec Bobbi Dylan et Emily Willis
- 2019 : Parlor power failure avec Candice Dare
- 2020 : Research for my book avec Sofi Ryan
- 2020 : Open minds think alike avec Vika Lita et Christian Clay